# Mørk & Jul
Mørk & Jul er en dansk TV-satireserie, med Brian Mørk og Simon Jul Jørgensen som studieværter, der havde premiere den 19. januar 2009 på TV 2 Zulu. Programmet er en parodi på TV 2-programmerne Station 2, Operation X og Basta.
Handlingen fokuserer på to studieværter, som fra et studie i København stiller om til udsendte reportere forskellige steder i samfundet. Blandt faste indslag er føljetonen "Vogn 47", hvor Bjarne Henriksen og Esben Pretzmann spiller de to politibetjente på patrulje. Et andet fast indslag er interview med "Basher Henrik", som spilles af Magnus Millang. Han er i hvert afsnit medlem af en ny gruppe, som hader forskellige andre grupper, f.eks. fede mennesker, flykapere, homoseksuelle eller dyr. Henrik opfører sig altid meget dårligt over for reporteren og slår ofte kameraet og giver det fingeren, 
når han går væk. I anden sæson kan bl.a. nævnes "Manden på gaden", som er to mænd giver deres mening til kende om forskellige forhold i samfundet, fx holdning til homoseksualitet, offentlig transport osv. Jonas Schmidt og Beate Bille spiller henholdsvis Asger Fajk og Bodil Mortensen i "Retsmedicineren", der parodierer den amerikanske tv-serie CSI: Miami. Sammen forsøger de at opklare en række drab på kendte personer begået af en seriemorder.
Mørk & Jul var i 2009 nomineret til "Årets satireprogram" af Tvfestival.dk, men prisen gik til Slemme Slemme Piger.